# Mödalen
Mödalen är en sjö i Rättviks kommun i Dalarna och ingår i Dalälvens huvudavrinningsområde. Sjön har en area på 0,0811 kvadratkilometer och ligger 290,3 meter över havet. Sjön avvattnas av vattendraget Andån.

## Delavrinningsområde
Mödalen ingår i det delavrinningsområde (677009-146549) som SMHI kallar för Inloppet i Bysjön. Medelhöjden är 334 meter över havet och ytan är 15,26 kvadratkilometer. Det finns inga avrinningsområden uppströms utan avrinningsområdet är högsta punkten. Andån som avvattnar avrinningsområdet har biflödesordning 3, vilket innebär att vattnet flödar genom totalt 3 vattendrag innan det når havet efter 381 kilometer. Avrinningsområdet består mestadels av skog (80 procent). Avrinningsområdet har 0,41 kvadratkilometer vattenytor vilket ger det en sjöprocent på 2,7 procent. Bebyggelsen i området täcker en yta av 0,43 kvadratkilometer eller 3 procent av avrinningsområdet.